# Ófærufoss

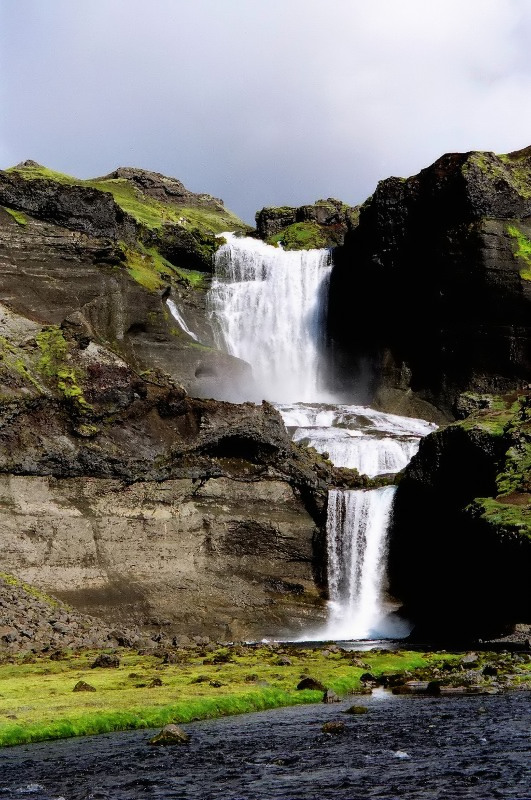
Cascada Ófærufoss

Ófærufoss este o cascadă formată în prăpastia Eldgjá din Islanda centrală. Ea cade natural în două alte cascade.  Până la începutul anilor 1990 un pod natural lega cascadele, dar acesta a căzut din cauze naturale.  În multe locuri, lățimea cascadei măsoară 600 de metri și câteodată chiar mai mult de 200 de metri adâncime. 